# Business-to-consumer
Negocio a consumidor o B2C (del inglés business-to-consumer) se refiere a la estrategia que desarrollan las empresas comerciales para llegar directamente al cliente o consumidor final. B2C es el tipo de operación que realiza una compañía cuando los clientes son muchos y donde se espera un predominio de la dirección de mercadotecnia.
El comercio electrónico o e-commerce “consiste en la realización de transacciones comerciales a través de medios electrónicos”, existen varios tipos de transacciones comerciales y estas se diferencian por las partes interesadas que la realizan, una de estas es business to consumer (B2C), la cual, es un “conjunto de actividades de compra realizadas por un consumidor a través de un interfaz computarizado al que se conecta su ordenador y, a través del cual, puede interactuar con el punto de venta digital del vendedor mediante una red informática”.
En el año de 1994 se eliminaron las restricciones comerciales de internet, permitiendo así romper las “brechas entre individuos, familias, empresas y áreas geográficas de distintos niveles socioeconómicos, con relación a sus oportunidades de acceso a las tecnologías de información y comunicación”, todo esto generó un crecimiento exponencial del e-commerce, como podemos ver a lo largo de los últimos años ha logrado cambiar la forma de hacer negocios e incluso la percepción de consumo en las personas. Acorde con cifras oficiales de la República Popular China el volumen de transacciones de vía e-commerce alcanzó 4.48 billones de dólares para el año 2018.
La ejecución del modelo B2C ha generado un conjunto de cambios en el comportamiento de los consumidores en el proceso de compra, entre los que se encuentra:
- La disminución de tiempos de compra (se estima que se disminuye en un 10) evitando el atasco y el alto tráfico físico

- La extinción paulatina de los gastos subsidiarios a la compra (traslado, aparcamiento de vehículos, entre otros), sin embargo, la aparición de otros como el consumo de internet.
- Las bases de datos en línea permiten una selección más rápida del producto y con base en mejor información
- La atención más eficiente a las no conformidades
- Disminución de papeleos
- Desaparición de catálogos físicos[7]

## Intermediarios en línea
Los intermediarios online son compañías que facilitan las transacciones entre compradores y vendedores, como contraprestación económica reciben un porcentaje del valor de la transacción. La mayoría de las transacciones se realizan a través de estos intermediarios.

## Modelos basados en la publicidad
En una publicidad basada en el sistema, las empresas tienen sitios web de un inventario, que venden a las partes interesadas. Existen dos filosofías rectores para esta práctica: de alto tráfico o de nicho. Los anunciantes tienen un alto tráfico de enfoque al intentar llegar a un público más amplio. Estos anunciantes están dispuestos a pagar una prima por un sitio que puede ofrecer un número elevado, por ejemplo, anuncios en Yahoo! o Google. los anunciantes están tratando de llegar a un grupo más pequeño de compradores, se llevan a un nicho. Estos compradores están bien definidos, claramente identificados, y deseable. El nicho de enfoque se centra en la calidad, no cantidad. Por ejemplo, un anuncio de WSJ.com en el que principalmente quieren ser vistos por la gente de negocios y ejecutivos.

## Modelos basados en la comunidad
En una comunidad basada en el sistema, las empresas permiten a los usuarios en todo el mundo el acceso a interactuar unos con otros sobre la base de áreas similares de interés. Estas empresas ganan dinero por medio de la acumulación de usuarios leales y la orientación con la publicidad.

## Modelos basados en tarifas
En un sistema de pago basado en el sistema, una empresa cobra una tarifa de suscripción para ver su contenido. Existen diversos grados de restricción de contenidos y tipos de suscripción que van desde las tasas a tanto alzado a pay-as-you-go.

## Los retos que enfrenta B2C en el comercio electrónico
Los dos principales desafíos a los que se enfrenta el B2C en el comercio electrónico son la creación de tráfico y el mantenimiento de la fidelidad de los clientes. Debido a la naturaleza del B2C muchas pequeñas empresas tienen dificultades para entrar en un mercado y seguir siendo competitivas. Además, los compradores en línea son muy sensibles al precio y es fácil que sean atraídos por otros vendedores. Por lo que la adquisición y mantenimiento de nuevos clientes es muy difícil. 
Un estudio de una de las principales empresas de B2C (McKinsey) encontró que: 
Los principales vendedores triplicaban el número de visitantes únicos al mes respecto a la media. Además, estos recibían más de 2 500 veces los visitantes de los peores vendedores.
Los principales vendedores tenían un 18 % de conversiones de usuarios nuevos, el doble que la media.
Los principales vendedores tenían 2.5 veces más ingresos por operaciones y un margen bruto promedio tres veces superior a la media.
No hubo diferencias significativas en el número de transacciones por cliente y en el coste de adquisición de visitantes. 
En esencia, estos principales actores del mercado B2C de comercio electrónico (Amazon, etc) son los primeros de la lista gracias a una comunicación más eficaz y un mayor valor para el cliente.
La negociación hace parte del arte de vender, pero ante el auge del e-commerce la coproducción de estos tratos de comercio entre el vendedor y el consumidor considerando que este último ha aumentado su conocimiento lo que ocasiona que sea una persona difícil de persuadir de manera que el vendedor debe conocer la posible información que el consumidor puede acceder con el fin de dar certeza a los posibles requerimientos que este posea